# برونو سوریانو
برونو سوریانو (انگلیسی: Bruno Soriano؛ زادهٔ ۱۲ ژوئن ۱۹۸۴) یک بازیکن فوتبال اهل اسپانیا است.
از باشگاه‌هایی که در آن بازی کرده‌است می‌توان به ویارئال اشاره کرد.
وی همچنین در تیم ملی فوتبال اسپانیا بازی کرده‌است.